# Sofija Rotaru

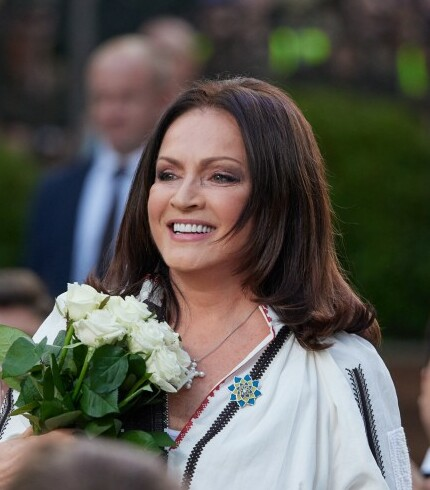
Sofija Rotaru (2021)

Sofia Rotaru [sʌfiˈa ɼʌta:ɼu] (ukrainisch Софія Михайлівна Ротару/Sofija Mychajliwna Rotaru; russisch София Михайловна Ротару/Sofija Michailowna Rotaru; * 7. August 1947 in Marschynzi, Ukrainische SSR) ist eine russische und ukrainische Sängerin und Schauspielerin moldawischer Abstammung. Sie gilt als die „Queen“ der russischsprachigen Popmusik in den Ländern der ehemaligen Sowjetunion. Neben Russisch singt sie auch auf Rumänisch, Ukrainisch, Deutsch und Englisch.

## Familie und Privatleben
Sofia Rotaru ist in der Familie eines Weinbaubrigadiers als zweites von sechs Kindern geboren. Sie entstammt einer moldawischen Familie aus dem nördlichen Bessarabien. Ihr Vater ist Michail Fjodorowitsch Rotar (1918–2004), ihre Mutter Alexandra Iwanowna Rotar (1920–1997). Wegen eines Passamtangestellten, der in den Pass falsch den 9. August als Geburtsdatum hineinschrieb, feiert Sofia Rotaru ihren Geburtstag zweimal. Zu verschiedenen Zeiten gehörte das Dorf, in dem Sofia Rotaru geboren wurde, verschiedenen Ländern an: ursprünglich war es Teil des Fürstentums Moldau, danach, ab 1812, zusammen mit dem nördlichen Bessarabien Teil des Russischen Reiches, ab 1918 war es Teil von Rumänien, ab 1944 Teil der Ukrainischen SSR der Sowjetunion und seit 1991 Teil der unabhängigen Ukraine. Daraus resultieren verschiedene Schreibweisen ihres Vor- und Familiennamens. In den Titeln des ersten musikalischen Films Tscherwona Ruta, in dem sie die Hauptrolle spielte, erscheint Sofia mit dem Nachnamen, der als Rotar' buchstabiert wurde. Der Vorname wurde als Sofija in den früheren Filmen buchstabiert. Edita Pjecha riet Sofia Rotaru, ihren Nachnamen auf die rumänische Art mit einem „u“ am Ende zu schreiben. Tatsächlich war der eben gefundene Künstlername einfach der alte, vergessene richtige Name. Aurica Rotaru, eine verdiente Künstlerin der Ukraine, erinnert sich:

„Nein, niemand hat sich das ausgedacht. Dies ist mit der Tatsache verbunden, dass das Dorf, in dem wir geboren wurden, eine gewisse Zeit lang zu Rumänien gehörte; das heißt, diese Gegend war rumänisch. Erst nach dem Krieg kam diese Gegend zur Ukraine, und mein Vater wurde zum Militärausrichtungs- und Eintragungsbüro gerufen und es wurde ihm erklärt, dass der rumänische Familienname in einen russischen geändert werden sollte. Der Buchstabe „u“ wurde weggenommen und anstatt Rotaru, wurden wir Rotar' genannt, mit dem weichen Zeichen am Ende.“

Der Vater von Sofia Rotaru hat während des Zweiten Weltkrieges als Maschinengewehrschütze gedient. 1946 kehrte er verwundet nach Hause zurück und war der Erste im Dorf, der sich als KP-Mitglied einschrieb. Die ältere Schwester von Sofia namens Sina (* 11. Oktober 1942) litt in ihrer Kindheit häufig an schweren Krankheiten und hatte ihre Sehkraft verloren. Sina besaß das absolute Gehör und lernte leicht neue Lieder. Sina hat Sofia viele Volkslieder beigebracht und war für ihre jüngere Schwester wie eine zweite Mutter und Lehrerin. Sofia Rotaru hat über sie gesagt: „Wir haben alle von ihr viel gelernt – was für ein musikalisches Gedächtnis, welche Seele!“ Sina verbrachte viel Zeit neben dem Radiogerät, erlernte zahlreiche Lieder sowie auch die russische Sprache, die sie später ihren Brüdern und Schwestern beigebracht hat. Zu Hause sprach die ganze Familie nur rumänisch.
In dem Film Gde ty, ljubow? erscheint eine autobiografische Szene, in der Sofia Rotaru in der Rolle der Marcela eine Kuh melkt. Sofia Rotaru hat als Kind Leichtathletik betrieben. Sie hat auch an den regionalen Olympiaden teilgenommen. Sie gewann die Oblast-Spartakiade in Czernowitz im 100- und 800-Meter-Lauf. Später spielte sie selbst ohne Doppelgänger und Stuntmänner auch gefährliche Szenen. Im Film Gde ty, ljubow? ist sie mit einem Motorrad auf einem schmalen Pier mitten ins Meer gefahren und in dem Film Monolog über Liebe spielt sie auf dem offenen Meer eine verliebte Windsurferin.
Sofias musikalisches Talent offenbarte sich früh. Sie begann in der ersten Klasse im Schulchor sowie im Kirchenchor zu singen, obwohl Letzteres von den Schulbehörden nicht gutgeheißen und ihr sogar mit dem Ausschluss aus der kommunistischen Jugendorganisation der Pioniere gedroht wurde. Die junge Sofia wurde vom Theater angezogen. Sie übte in den organisierten Theaterkreisen und sang gleichzeitig berühmte folkloristische Lieder in organisierten Amateurkreisen. Nachdem die anderen Bewohner des Hauses zu Bett gegangen waren, holte sie an manchen Abenden das einzige Bajan aus der Schule und versteckte sich im Stall. Dort versuchte sie, die Melodien der geliebten moldauischen Lieder nachzuspielen. Sofia Rotaru hat gesagt:

„Es ist schwierig zu sagen, wann und wie die Musik in meinem Leben erschienen ist. Es scheint, dass sie immer in mir gelebt hat. Ich wuchs mit der Musik, sie spielte überall : an einem Hochzeitstisch, an den Mädchensitzungen, an den Winter-Abendversammlungen der Mädchen, auf dem Tanzboden…“

Ihr erster Lehrer war ihr Vater, der mochte es zu singen, weil er schon als junger Mann eine absolute musikalische auditive Wahrnehmung besaß und eine schöne Stimme hatte. Sofia Rotaru lernte an der Schule Bajan und Domra zu spielen, sie ist als Amateur in nahegelegenen Dörfern auf Konzerten aufgetreten. Sofia Rotaru beteiligte sich besonders an Hauskonzerten. Alle sechs Kinder von Myhail Fedorovich, Vater Sofia Rotarus, bildeten einen Chor. In dieser Umgebung fanden das Menschlichste und die tiefsten und aufrichtigsten Gefühle ihrer zukünftigen Lieder ihren Ausdruck. Auf Festivals und in Wettbewerben sang Sofia Rotaru später, als ob sie mit dieser Musik geboren wurde, und bezauberte mit tief empfundenen Intonationen ihrer einzigartigen Stimme. Ihr Vater glaubte an die Zukunft der Tochter. Er sagte immer: „Sofia wird eine Künstlerin.“ Sein Glaube gab Sofia Stärke, um alle Zweifel an ihrer Berufung zu überwinden.
Ihr Ehemann war der ukrainische Sänger Anatoli Kirillowitsch Jewdokimenko (1942–2002). Sie hat einen Sohn, eine Tochter und vier Enkelkinder. Sofias Enkel Vladimir ist in der Ukraine als Sänger tätig.
Sofia Rotaru zählt heute zu den bestbezahlten Sängerinnen der Welt und ist die bestbezahlte Popsängerin in der Ukraine. Im Jahr 2008 deklarierte sie das höchste jährliche Einkommen im Land, das erheblich höher als 500 Millionen Hrywnja (rund 100 Millionen USD) war.

## Karriere
Sofija Rotaru ist bekannt für ihre tiefe Stimmlage. Sie hat mehr als 400 Lieder in ihrem Repertoire. Dabei singt sie neben den Liedern in ihren Heimatsprachen Rumänisch (Moldauisch), Ukrainisch und Russisch auch in weiteren Sprachen wie Polnisch, Bulgarisch, Deutsch, Französisch und Englisch.
Sie trat im Musikfilm Tscherwona ruta aus dem Jahr 1971 sowie in sechs weiteren Musikfilmen auf.
Im Jahr 1988 erhielt Sofia Rotaru als erste Pop-Sängerin überhaupt den Ehrentitel Volkskünstlerin der UdSSR und im Jahr 2000 wurde sie zur „Sängerin des 20. Jahrhunderts“ gekürt. Heute hat Sofia Rotaru die ukrainische Staatsbürgerschaft und ist Ehrenbürgerin der Krim und von Jalta, wo sie ihren Hauptwohnsitz hat.

### 1962–1964: Beginn der Karriere und ukrainischer Pop-Folk
Den ersten künstlerischen Erfolg hatte Sofia Rotaru im Jahr 1962. Der Sieg beim Rajons-Wettbewerb der Amateursänger öffnete ihr die Tür zum regionalen Wettbewerb. Ihre Landsleute nannten Sofia wegen ihrer bezaubernden Stimme „Bukowinische Nachtigall“. In der Tat war die Stimme der jungen Sängerin erstaunlich: auffallende Stärke und Breite, ungewöhnlich stichhaltiger Reichtum. Tatsächlich besitzt Sofia Rotaru eine Alt-Stimme. Sie hat Lieder wie das spanische Bésame mucho interpretiert (das Lied war in der Kompilation Nacht in der Oper freigegeben). Sofia Rotaru war die erste Popsängerin, die ein Rezitativ sang und später auch Rock, Rap und Jazz, wie z. B. das Lied Blumen-Geschäft.

### 1974–1979: Neue Autoren und moldauischer Lyrizismus
1976 erhielt Sofia Rotaru die Auszeichnung Volkskünstlerin der Ukrainischen SSR und wurde zur selben Zeit Laureatin des Komsomolpreises. 1976 lud die Münchener Firma „Ariola-Eurodisc GmbH“ (Sony BMG Music Entertainment) Sofia Rotaru als einzige Sängerin aus der Sowjetunion ein, um ein Musikalbum aufzulegen. 1978 wurde die erste Versuchssingle veröffentlicht, die aus zwei Liedern auf Deutsch bestand: Deine Zärtlichkeit und Nachts, wenn die Nebel ziehen. Es wurden auch weitere Lieder aufgelegt: Wer Liebe sucht und Verloren, vergessen und vorbei. Die Lieder auf Deutsch wurden mit Michael Kunze und Anthony Monn produziert, die in jener Zeit mit Amanda Lear und Karel Gott zu arbeiten begannen. Ende der 1970er Jahre fand eine erfolgreiche europäische Tournee durch Jugoslawien, Rumänien, die DDR, die BRD und West-Berlin statt. Allein im Herbst 1979 gab Sofia Rotaru mehr als 20 Konzerte in München und anderen Städten. Eine westdeutsche Plattenfirma schlug Sofia Rotaru vor, ein Album mit italienischen und französischen Liedern zu veröffentlichen. Das Italienische und Französische lagen Sofia Rotaru als Sprecherin des Rumänischen sehr nahe. Zur selben Zeit jedoch wurde von der staatlichen sowjetischen Konzertbehörde eine Direktive verabschiedet, dass nur sowjetische Lieder zu singen seien.
Die offizielle Information über die Zusammenarbeit mit einer westlichen Plattenfirma wurde erst Ende der 1980er Jahre, fast 10 Jahre nach der Veröffentlichung der ersten Versuchssingle, freigegeben, also nach dem Beginn der Perestrojka.
In einem Interview der Moskauer Zeitung Prawda mit Sofia Rotaru vom 13. März 1979 ist zu lesen: „Die Münchener Firma Ariola, die Mireille Mathieu, Karel Gott und viele andere ausländische Pop-Sänger weltberühmt gemacht hat, hat Sie, nebenbei bemerkt, als bislang einzige Pop-Sängerin aus der UdSSR zur Aufnahme eines Albums eingeladen. Erzählen Sie von dieser Arbeit!“ – „Die erste Versuchssingle mit zwei Liedern auf Deutsch ist schon veröffentlicht. Jetzt reise ich wieder in die BRD nach München, wo diese Firma ein Album mit Volksliedern und Liedern sowjetischer Komponisten veröffentlichen wird […]“
Das Album wurde jedoch nicht aufgelegt, weil die westlichen Produzenten Sofia Rotaru vorschlugen, ein großes Studioalbum aufzulegen, wo außer deutschen Liedern auch Lieder auf Italienisch, Französisch und Englisch vertreten sein sollten, wie z. B. Speak Softly Love aus dem Film Der Pate von Nino Rota. Das Lied wurde später dennoch veröffentlicht, jedoch auf Ukrainisch. In demselben Jahr bekam Sofia Rotaru eine Einladung nach Kanada. Nach den ersten Konzerten in Kanada hat die sowjetische Regierung ihr die Ausreise aus der UdSSR jedoch für fünf Jahre verboten.
1977 wurde das nächste Album, Lieder von Wolodimir Iwasjuk, gesungen von Sofia Rotaru, veröffentlicht. Dieses gilt als Symbol der ukrainischen Pop-Musik, für das Sofia Rotaru den Preis des Zentralausschusses des Komsomols der UdSSR bekam. Auf dem Festival „Lied-77“ sang Sofia Rotaru das Lied Möwen über dem Wasser (russ. Чайки над водой/Tschajki nad wodoj) von Je. Martynow und A. Dementjew, außerdem begeisterte sie das Publikum im Duett mit Karel Gott im Finale des Festivals „Lied-78“ mit dem Lied Nur dir (russ. Только тебе/Tolko tebe) von Oskar Felzmann und Robert Roschdestwenski.
1979 veröffentlichte die sowjetische Albenfirma Melodija die Alben Nur dir und Sofia Rotaru. Ariola veröffentlichte das lange erwartete Album My Tenderness (Meine Zärtlichkeit). Nachdem Rotaru 1978 Dawid Tuchmanows Lied Oktjabr nach dem gleichnamigen Gedicht Antonina Kymytwals zum Jahrestag der Oktoberrevolution vorgetragen hatte,  nahmen Tuchmanows Lieder  1979 einen besonderen Platz in Sofia Rotarus Schaffen ein: Geben wir die Erde den Kindern (russ. Дадим шар земной детям/Dadim schar semnoj detjam; Text von Nazim Hikmet, zusammen mit einem Kinderchor vorgetragen) und das legendäre Lied Meine Heimat (russ. Родина моя/Rodina moja; Text von Robert Roschdestwenski). Mit diesem Lied wurde Sofia Rotaru die erste Rap-Sängerin der UdSSR. Die Reaktionen darauf waren nicht eindeutig. Im Jahre 2000 sagte Dawid Tuchmanow mit Bezug auf das Lied: „Die Texte waren konjunkturbedingt, aber die Emotionen waren echt“. Sofia Rotaru betonte, dass in dem Lied nur von der Liebe zur Heimat die Rede war. Ebenfalls 1979 wurden das Lied Glaub mir (rumän. Crede mă; komponiert von J. Teodorovici) und das Lied Herbstmelodie (russ. Осенняя мелодия/Osennjaja melodija; komponiert von Jurij Saulskij, Text von Leonid Sawalnjuk) produziert, welches zu einem Beispiel lyrischer Offenbarung wurde. Anstelle einer leisen Darbietung sang Sofia Rotaru die Textzeile „erhabene Wehmut, mit Worten nicht zu beschreiben“ laut und durchdringend und befreite in dieser Weise die Art der Darbietung. Es gibt keine dramatische Etüde in ihrer Darbietung dieses Liedes, sondern ein Fragment des Bekenntnisses, das die Sängerin unter die Leute bringt: „Wer keine Freunde und Verwandten verloren hat, soll mich belächeln!“
In den 1970er und 1980er Jahren schuf sie mit ihrem Ensemble „Tscherwona Ruta“ neue Melodien und Darstellungsformen, die der osteuropäischen Pop-Kultur bisher unbekannt waren. Sie setzte sich für die Liberalisierung der Kunst in der Sowjetunion ein und forderte mehr Individualismus und Kreativität auf der Bühne. Sofia Rotaru war die erste, die mit ihren neuen Musikformen versucht hat, westliche Rhythmen mit russischen, ukrainischen und moldauischen Melodien zu verbinden, zudem legt sie Wert auf ein hohes lyrisches Niveau in ihren Songs. Charakteristisch für das Schaffen von Sofia Rotaru ist auch die Vielseitigkeit; in ihrer Suche nach neuen Formen hat sie mit verschiedenen Liederarten experimentiert – vom Pop-Folk und der Romanze bis in den Hard-Rock, R&B, Rap, Dance und Techno. Ihr Repertoire umfasst mehr als 400 Lieder in sieben Sprachen.

### 1980–1985: Aufstieg der Schauspielerin und neue Formen der Zusammenarbeit
1980 erhielt Sofia Rotaru den „Orden des Ehrenabzeichens“.
Die Popularität von Sofia Rotaru in der Sowjetunion erreichte Anfang der 1980er Jahre bis dahin völlig unbekannte Ausmaße, ihre Songs belegten seit Jahren obere Plätze in den Charts. 2006 wurde einer der neurotischen Fans (Galina Starodubowa), die Sofia Rotaru viele Jahre verfolgt hatte, wegen Morddrohungen zu einer Haftstrafe verurteilt.
Sofia Rotaru erhielt zahlreiche Preise und Auszeichnungen, sie unternahm als erste sowjetische Sängerin Welttourneen, arbeitete unter anderem mit Michael Kunze, Nino Rota und Anthony Monn zusammen. Noch heute hat sie ihre meisten Fans in Russland, der Ukraine und Moldawien sowie in anderen Nachfolgestaaten der Sowjetunion.
Seit Ende der 1980er Jahre engagiert sich Sofia Rotaru in verschiedenen sozialen Bereichen, für Nachwuchssänger und auch für die Kirche.

## Diskografie

### Alben (Auswahl)
Vinyl-LP
- 1972: Поет София Ротару (Es singt Sofija Rotaru)
- 1974: София Ротару (Sofija Rotaru)
- 1975: София Ротару (Sofija Rotaru)
- 1979: Только тебе (Nur dir)
- 1981: Песни из кинофльма „Где ты любовь“ (Soundtrack zum Kinofilm „Gde ty, ljubow?“)
- 1981: София Ротару (Sofija Rotaru)
- 1985: Нежная Мелодия (Zärtliche Melodie)
- 1986: Монолог о любви (Monolog über die Liebe)
- 1988: Золотое сердце (Goldenes Herz)
- 1991: Караван любви

CD
- 1993: Лаванда
- 1994: Романтикэ
- 1995: Золотые песни 1985/95
- 1995: Хуторянка
- 1998: Люби меня
- 2002: Я тебя по-прежнему люблю
- 2002: Снежная Королева
- 2003: Единому
- 2004: Небо – это Я
- 2005: Я же его любила
- 2007: Туман
- 2008: Я – твоя любовь!
- 2010: Я не оглянусь

### Singles (Auswahl)
- 1976: Deine Zärtlichkeit
- 1986: Луна-Луна
- 1986: Лаванда
- 2008: Я Назову Планету...
- 2010: Белый Танец

## Filmographie
- 1972: The Hiding-place at Red Stones (Тайник у красных камней)
- 1971: Tscherwona Ruta
- 1980: Gde ty, ljubow?
- 1981: Seele
- 2004: Gypsy Woman / The Sorochinsk Fair (Сорочинская ярмарка)

## Auszeichnungen
Während ihrer Karriere hat sie folgende Auszeichnungen erhalten:
- Verdiente Künstlerin der Ukrainischen SSR
- Volkskünstlerin der Ukrainischen SSR
- Volkskünstlerin der Moldauischen SSR
- Volkskünstlerin der UdSSR
- Komsomolpreisträgerin
- Heldin der Ukraine
- Heldin Moldawiens
- Republiksorden (höchste Auszeichnung der Republik Moldau)